# Tai Wesley
Tai Wesley (13 mei 1986) is een professioneel basketballer uit de Verenigde Staten. In het seizoen 2011/12 en 2013/14 kwam hij uit in de DBL voor SPM Shoeters Den Bosch.

## Erelijst
- Landskampioen (1): 2011–12
- Supercup (1): 2013

Individuele prijzen:
- DBL All-Star Team (2):  2012, 2014
- DBL Statistical Player of the Year (1):  2011–12
- All-Star (2): 2012, 2014

## Statistieken
| Jaar                          | Team      | GS | MPW  | 2P%  | 3P%  | VW%  | RPW | APW | SPW | BPW | PPW  |
| ----------------------------- | --------- | -- | ---- | ---- | ---- | ---- | --- | --- | --- | --- | ---- |
| 2011–12                       | Den Bosch | 30 | 27.5 | .581 | .400 | .566 | 6.5 | 2.6 | 1.9 | 0.9 | 14.1 |
| 2013–14                       | Den Bosch | 45 | 23.8 | .585 | .190 | .720 | 5.8 | 3.3 | 1.7 | .8  | 14.1 |
| Laatste update: 18 sept. 2014 |           |    |      |      |      |      |     |     |     |     |      |